# Ермакова, Элеонора Васильевна
Элеоно́ра Васи́льевна Ермако́ва (16 октября 1933, Владивосток — 22 декабря 2014, там же) — советский и российский историк, специалист в области истории России советского периода. Доктор исторических наук, профессор.

## Биография
Внучка революционера А. А. Гульбиновича.
В 1955 году окончила историко-филологический факультет Владивостокского педагогического института им. Ушинского. Ученица профессора Г. С. Куцего и академика АН СССР И. Д. Ковальченко.
С 1955 года, после получения диплома с отличием стала работать учителем в с. Михайловке Приморского края.
С мая 1960 года была приглашена на преподавательскую работу на кафедре истории СССР Дальневосточного государственного университета.
В 1967 году защитила кандидатскую диссертацию «Рабочий класс Дальнего Востока в послевоенные годы: 1946—1950 годах.».
20 апреля 1984 г. защитила докторскую диссертацию «Историография рабочего класса СССР. 1917—1936 гг.» в диссертационном совете Московского государственного университета.
В течение 30 лет была профессором и возглавляла кафедру отечественной истории Дальневосточного государственного университета (ДВГУ)/Дальневосточного федерального университета. В 1987—1989 гг. — декан исторического факультета ДВГУ. Член-корреспондент РАЕН.
Являлась автором монографии «Историография рабочего класса СССР», соавтором 7 коллективных монографий, опубликовала около 150 научных статей.
Под её руководством защищено 15 кандидатских и 3 докторских диссертаций. Многие годы являлась председателем диссертационного совета Института истории ДВО РАН.

## Награды
- Почётный работник высшего профессионального образования России (1998)
- лауреат премии губернатора Приморского края для преподавателей высшей школы (1998)
- Заслуженный работник высшей школы Российской Федерации (1999)
- Почетный профессор ДВГУ (1999)
- Почетный научный работник ДВГУ (1999)
- Ветеран труда ДВГУ (1999)